# 11

## Події
- Рим: імператором був Октавіан Август, консулами обрані Маній Емілій Лепід і Тіт Статілій Тавр. Тиберій здійснив кілька походів проти германських племен за Рейном.
- Китай: на річці Хуанхе піднялися великі повені, котрі зрештою спричинилися до падіння династії Сінь (9 — 23 рр. н. е.)
- Царицею Понту, Боспору та Колхіди була Піфодорида Понтійська. Разом з тим, фактично владу в Боспорі утримував Рескупорід I Аспург.

### Астрономічні явища
- 21 травня. Кільцеподібне сонячне затемнення.[1]
- 14 листопада. Повне сонячне затемнення.[1]